# طاهر مصطفى
طاهر مصطفى (1978 - 14 أكتوبر 2020) هو مغني مصري.

## حياته ونشأته
ولد سنة 1978 فى مدينة المنصورة وكان يعاني من نقص كامل في البصر وأطلق عليه معجزة الطرب الأصيل.

## مسيرته
أشتهر وهو في سن صغير، خلال حقبة عقد 1990 من القرن العشرين، بأدائه العديد من الأغاني لكبار المطربين مثل أم كلثوم وعبد الوهاب واشتهر بأدائه لأغنية «من غير ليه»، وحقق من خلالها شهرة.

## أعماله
قدم أربع ألبومات غنائية، أعاد فيها تقديم أغان لأم كلثوم ومحمد عبد الوهاب، ولكن توقف عن تسجيل الغناء نتيجة تغير الصوت في فترة المراهقة، حاول عدة محاولات لتقديم أغانى فريد الأطرش، ولكنها لم تكن في قوة ونجاح ما قدمه من قبل، أنتقل بعدها لأغاني الحفالات والمناسبات.

## وفاته
توفى الأربعاء 14 أكتوبر 2020، بعد تقديم حفل غنائي بالغردقة عن عمر ناهز 42 عامًا، حيث كان يعمل ويقيم منذ سنوات هناك برفقة والدته.